# Gilbert Dubier
Gilbert Marc Félix Dubier (ur. 14 września 1931 w Nantes, zm. 10 kwietnia 2019 tamże) – francuski zapaśnik walczący w stylu klasycznym. Olimpijczyk z Rzymu 1960, gdzie zajął trzynaste miejsce w kategorii do 57 kg.